# 阿帕雷西達杜塔博阿杜

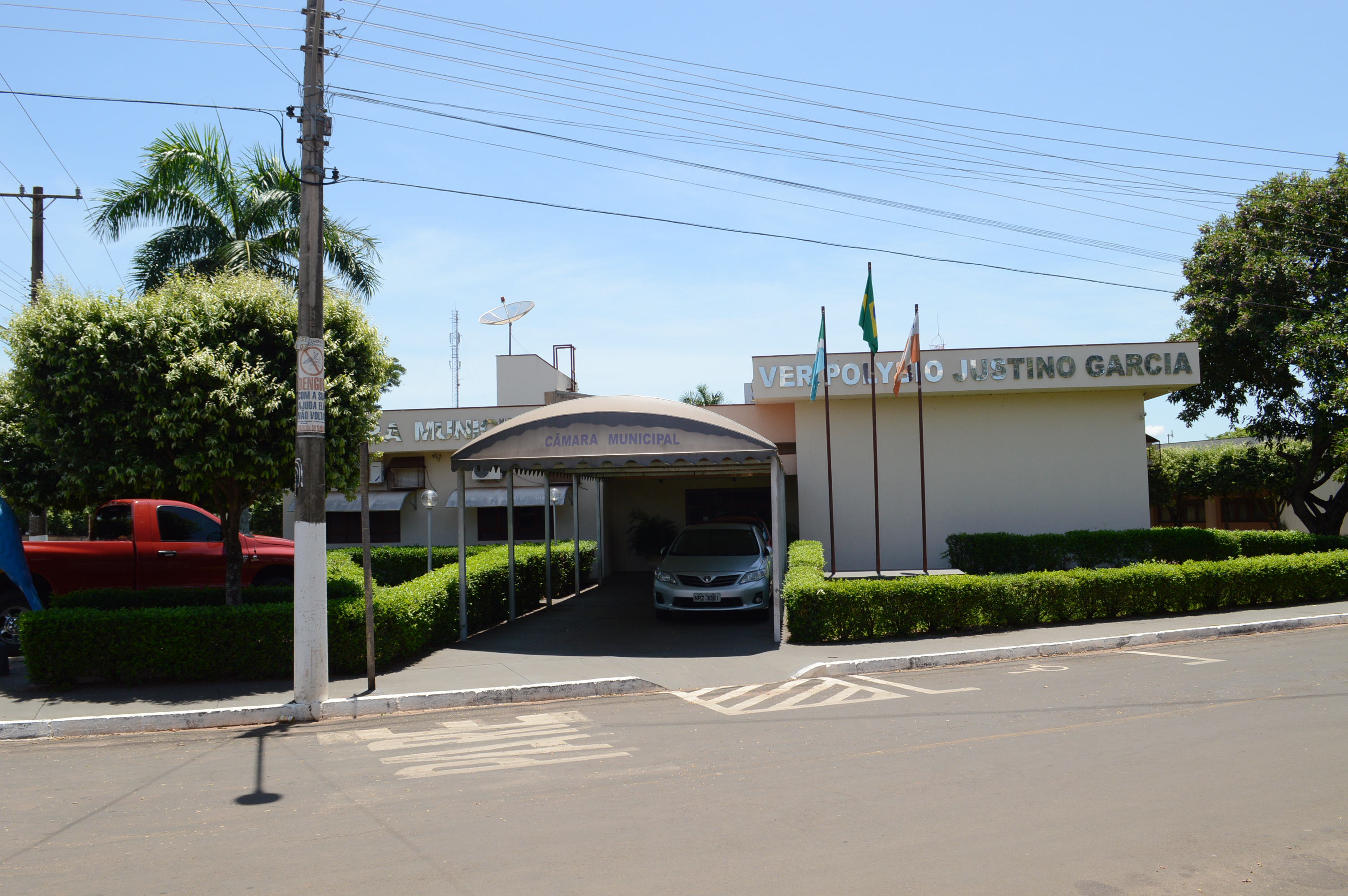
阿帕雷西達杜塔博阿杜

20°05′13″S 51°05′38″W / 20.08694°S 51.09389°W
阿帕雷西達杜塔博阿杜（葡萄牙語：Aparecida do Taboado），是巴西的城鎮，位於該國西部，由南馬托格羅索州負責管轄，始建於1948年9月28日，面積2,750平方公里，海拔高度392米，2011年人口22,621，人口密度每平方公里8.22人。